# Вільгельм Телль (опера)
«Вільгельм Телль» (фр. Guillaume Tell, італ. Guglielmo Tell) — опера на чотири дії італійського композитора Джоаккіно Россіні. Лібрето В. Ж. Етьєна де Жуї та Іполита Бі, в основу якого лягла однойменна п'єса Фрідріха Шиллера або, за іншими даними, А. Лем'єра. Прем'єра відбулася в Парижі в Королівській академії музики, 3 серпня 1829 року.

## Сприйняття
Улітку 1828 на шпальтах «La Revue Musicale» композитор оголосив, що «Вільгельм Телль» буде його останньою оперою. Попри старання композитора (Россіні працював над оперою десять місяців) і зоряного акторського складу, прем'єра була прийнята досить прохолодно, проте французький король Карл X нагородив композитора Орденом легіона. Твір висував високі вимоги до співаків і тривав понад чотири години, що також спричиняло меншу його популярність. Незабаром після прем'єри дирекція опери вирішила ввести скорочення. Так, спочатку зникла арія Арнольда з IV дії. Пізніше оперу було скорочено до трьох актів, і, нарешті, почали ставити тільки другий акт, як доповнення перед балетом. 14 січня 1858 Феліче Орсіні здійснив невдалий замах на Наполеона III та імператрицю Євгенію, які їхали на виставу «Вільгельма Телля».
Через неприємну для Габсбургів тематику, в інших країнах оперу ставили у скорочених варіантах, або під іншими назвами, наприклад «Андреас Гофер» або «Карл де Кюн». Лондонська прем'єра відбулася в травні 1830 року, ньюйоркська (з текстом англійською мовою) — на рік пізніше. Прем'єра в Італії (з текстом лібрето, який написав Каліста Бассі) відбулася в Луцці 1831 року. Проблеми виникали і через політичну сторону твору. Факт, що герой опери виступає проти панівного політичного режиму в певному сенсі закрив опері шляхи до італійських театрів — поставлена 1833 року в неаполітанському театрі Сан-Карло, наступного разу була поставлена лише через 50 років у венеційській Ла Феніче i 1899-го в міланському Ла Скала.
Сьогодні найвідомішим фрагментом опери, ймовірно, є її увертюра — програмна симфонічна поема, в якій чергуються лірико-епічні, пасторальні й драматично-мальовничі, жанрово-дієві епізоди. Композитор не ввів до увертюри тем опери. Однак смисловий і поетичний зв'язок увертюри з оперою очевидні.
Опера отримала дуже високу оцінку Ріхарда Ваґнера, який говорив у розмові з її автором:

| «Я хочу мелодії вільної, незалежної, що не знає кайданів; мелодії, що точно окреслює у своїх характерних обрисах не тільки кожен персонаж так, аби його не можна було сплутати з іншим, але будь-який факт, будь-який епізод, вплетений у розвиток драми; мелодії за формою дуже ясної, яка, гнучко і різноманітно відгукуючись на зміст тексту поетичного, могла б розтягуватися, звужуватися, розширюватися, виконуючи вимоги музичної виразності, якої домагається композитор. Щодо такої мелодії, то ви самі, маестро, створили найвищий її зразок у сцені "Вільгельма Телля" "Стій нерухомо", де вільний спів, що акцентує кожне слово і підтримуваний трепетним супроводом віолончелей, досягає найвищих вершин оперної експресії. ... Ви, маестро, створили музику всіх часів, і вона найкраща».[7] |

## Дійові особи

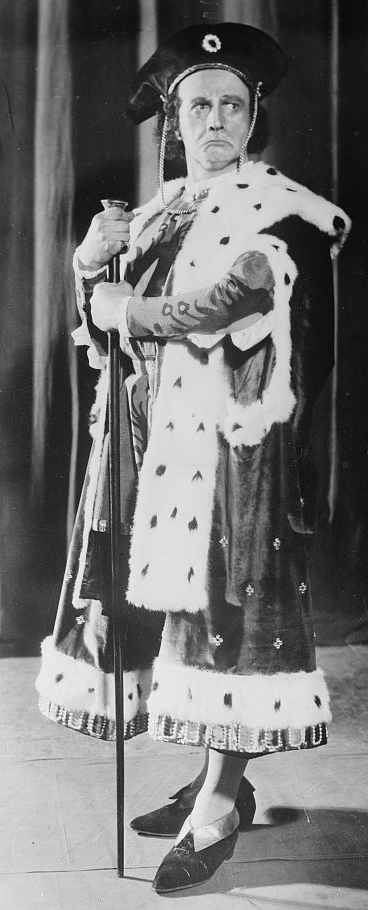
Адам Дідур у ролі Ґеслера, «Метрополітен Опера»

| Партія                                                                                             | Голос        | Виконавець на прем'єрі 3 серпня 1829 Диригент: Генрі Валентіно |
| -------------------------------------------------------------------------------------------------- | ------------ | -------------------------------------------------------------- |
| Вільгельм Телль                                                                                    | баритон      | Анрі-Бернар Дабаді                                             |
| Арнольд Мельхталь                                                                                  | тенор        | Адольф Нуррі                                                   |
| Матільда, принцеса з дома Габсбургів                                                               | мецо-сопрано | Лаура Чінті-Даморо                                             |
| Вальтер Фюрст                                                                                      | бас          | Ніколя Левассьор                                               |
| Мельхталь, батько Арнольда                                                                         | бас          | Бонель                                                         |
| Джеммі, син Телля                                                                                  | мецо-сопрано | Луїза-Зульма Дабаді                                            |
| Ґеслер, австрійський намісник                                                                      | бас          | Александр Прево                                                |
| Гедвіґа, жінка Телля                                                                               | контральто   | Мілле Морі                                                     |
| Руолі, рибак                                                                                       | тенор        | Алекс Дюпон                                                    |
| Лойтхольд, пастух                                                                                  | тенор        | Фердинанд Прево                                                |
| Родольф, капітан стражі Геслера                                                                    | тенор        | Жан-Етьен Массоль                                              |
| мисливець                                                                                          | тенор        | Бельтрам Пуаї                                                  |
| солдати Ґеслера, пажі, дами з оточення Матільди, пастухи, мисливці, танцюристи, швейцарські селяни |              |                                                                |

## Зміст
Дія відбувається у Швейцарії, XIV століття.

### Дія I
Під час щорічного фестивалю пастухів поблизу Люцерна, швейцарський провідник Мельхталь традиційно благословляє тих, що зібралися. Тільки його син, Арнольд, відмовляється прийняти цей привілей. Арнольд нещодавно врятував австрійську принцесу Матільду і закохався в неї, незважаючи на політичні поділи. Труби оголошують появу австрійського губернатора Ґеслера, чиї війська переслідують Лойтхольда. Лойтхольд згадує, як кілька днів тому, рятував свою дочку від австрійського солдата і вбив його. Вільгельм Телль пропонує йому допомогу. Гвардійці Ґеслера беруть Мельхталя в полон.

### Дія II
Арнольд і Матильда знову освічуються в коханні у долині озера. З'являються Вальтер і Вільгельм Телль, вони повідомляють Арнольдові, що його батько був страчений за наказом губернатора. Арнольд клянеться помститися, всі троє обіцяють звільнити Швейцарію, очоливши селянське повстання.

### Дія III
На ринку в Альдорфі святкують сторіччя австрійського урядування в Швейцарії. Ґеслер поміщає на високому стовпі свій капелюх і наказує усім вклонятися. З'являється Вільгельм Телль з сином, Телль відмовляється виконувати цю почесть. Ґеслер впізнає людину, яка врятувала Лейтхольда; він наказує йому влучити в яблуко на голові сина. Він сподівається, що цього разу знаменитий лучник поранить власну дитину. Тель, однак, вистрілює ідеально, проте, говорить, що якби сталося інакше, наступною стрілою влучив би у губернатора. За ці слова його ув'язнюють

### Дія IV
З'являється армія бунтівників. Телль вбиває Ґеслера, швейцарці виграють битву. Матільда і Арнольд можуть одружитися.